# Bayamón (Bayamón)
Bayamón es un barrio-pueblo ubicado en el municipio de Bayamón en el Estado Libre Asociado de Puerto Rico. En el Censo de 2010 tenía una población de 4746 habitantes y una densidad poblacional de 2.854,27 personas por km².

## Geografía
Bayamón se encuentra ubicado en las coordenadas 18°23′48″N 66°9′1″O / 18.39667, -66.15028. Según la Oficina del Censo de los Estados Unidos, Bayamón tiene una superficie total de 1.66 km², de la cual 1.66 km² corresponden a tierra firme y (0.16%) 0 km² es agua.

## Demografía
Según el censo de 2010, había 4746 personas residiendo en Bayamón. La densidad de población era de 2.854,27 hab./km². De los 4746 habitantes, Bayamón estaba compuesto por el 73.18% blancos, el 14.26% eran afroamericanos, el 1.24% eran amerindios, el 0.17% eran asiáticos, el 7.37% eran de otras razas y el 3.77% pertenecían a dos o más razas o mestizos(as). Del total de la población el 99.37% eran hispanos o latinos de cualquier raza.